# Australie en coupe du monde de cricket de 1987
L'équipe d'Australie de cricket a remporté la Coupe du monde de cricket de 1987 en battant l'Angleterre en finale. C'est le premier titre des australiens dans cette compétition. L'écart en finale est le plus petit observé à ce jour. L'équipe était entraînée par Bob Simpson et son capitaine était Allan Border.

## Parcours

### Phase de poules
L'Australie était dans le groupe A, avec l'Inde, la Nouvelle-Zélande et le Zimbabwe. Elle a rencontré deux fois chacune de ces trois équipes. Elle a perdu un de ses matchs contre l'Inde, remportant tous les autres et finissant ainsi à la deuxième place de son groupe.
| Date       | Scores                                                     | Résultat                    | Homme du match             |
| 9 octobre  | Australie 270/6, 50 overs Inde 269, 49.5 overs             | Australie gagne par 1 run   | Geoff Marsh (Australie)    |
| 13 octobre | Australie 235/9, 50 overs Zimbabwe 139, 49.4 overs         | Australie gagne par 96 runs | Steve Waugh (Australie)    |
| 18 octobre | Australie 199/4, 30 overs Nouvelle-Zélande 196/9, 30 overs | Australie gagne par 3 runs  | David Boon (Australie)     |
| 22 octobre | Inde 289/6, 50 overs Australie 233, 49 overs               | Inde gagne par 56 runs      | Mohammad Azharuddin (Inde) |
| 27 octobre | Australie 251/8, 50 overs Nouvelle-Zélande 234, 48.4 overs | Australie gagne par 17 runs | Geoff Marsh (Australie)    |
| 30 octobre | Australie 266/5, 50 overs Zimbabwe 196/6, 50 overs         | Australie gagne par 70 runs | David Boon (Australie)     |

### Demi-finale
Deuxième du groupe A en phase de poule, l'Australie rencontre et bat en demi-finale le Pakistan, premier du groupe B.
| Date       | Scores                                                   | Résultat                    | Homme du match              |
| 4 novembre | Australie 267/6, 50 overs Afrique du Sud 252, 49.2 overs | Australie gagne par 18 runs | Craig McDermott (Australie) |

### Finale
| Date       | Scores                                               | Résultat                   | Homme du match         |
| 8 novembre | Australie 253/5, 50 overs Angleterre 246/8, 50 overs | Australie gagne par 7 runs | David Boon (Australie) |